# Niklas Wallenlind
Niklas Wallenlind (Gotemburgo, Suecia, 21 de noviembre de 1968) es un atleta sueco retirado especializado en la prueba de 400 m vallas, en la que ha conseguido ser medallista de bronce europeo en 1990.

## Carrera deportiva
En el Campeonato Europeo de Atletismo de 1990 ganó la medalla de bronce en los 400 m vallas, con un tiempo de 48.52 segundos, llegando a meta tras el británico Kriss Akabusi y el también sueco Sven Nylander (plata con 48.43 s).